# Swan River (municipalité rurale)
Pour les articles homonymes, voir Swan River.
Swan River est une municipalité rurale du Manitoba située à l'ouest de la province dans la région de Parkland. La population de la municipalité s'établissait à 2923 personnes en 2001. La ville de Swan River est enclavée dans le territoire de la municipalité.

## Territoire
Les communautés suivantes sont comprises sur le territoire de la municipalité rurale:
- Benito
- Bowsman
- Durban
- Kenville

## Démographie
| 2001  | 2006  | 2011  | 2016  |
| ----- | ----- | ----- | ----- |
| 2 923 | 2 784 | 3 865 | 3 964 |

## Référence
- (en) Cet article est partiellement ou en totalité issu de l’article de Wikipédia en anglais intitulé « Rural Municipality of Swan River » (voir la liste des auteurs).

1. ↑  « Statistique Canada - Profils des communautés de 2006 -    Swan River » (consulté le 6 juin 2020)
2. ↑  « Statistique Canada - Profils des communautés de 2016 -   Swan River » (consulté le 4 juin 2020)